# Husova lípa (Kopřivnice)
Husova lípa u Kopřivnice je památný strom pojmenovaný na počest mistra Jana Husa. Je posledním stromem z původního stromořadí, které lemovalo cestu od městského koupaliště směrem na hrad Šostýn. V roce 1933 poblíž lípy umístil Klub československých turistů pískovcový památník s nápisem Husova lípa a symbolem kalicha. Téměř 100 let se zde drží tradice pálení vatry 6. července k Husově vzpomínce. Strom se nachází na území přírodního parku Podbeskydí.

## Základní údaje
- název: Husova lípa u Kopřivnice, Husova lípa pod Šostýnem
- druh: lípa malolistá (Tilia cordata)[1]
- výška: 34 m[1]
- obvod: 448 cm[1]
- věk: 150 let[2]
- památný strom ČR: od 28. 4. 1997[1]
- nadmořská výška: 385 m n. m.[2]
- umístění: kraj Moravskoslezský, okres Nový Jičín, obec Kopřivnice
- souřadnice: 49°35'16.99"N, 18°9'21.71"E

## Památné a významné stromy v okolí
- Žižkova lípa na Šostýně
- Buk Černých myslivců (u Raškova kamene)
- Buk Ondrášův (u Raškova kamene)
- Raškův buk (u Raškova kamene)
- Ořech Leopolda Víchy (Kopřivnice)
- Fojtova lípa (Kopřivnice)
- Platan Emila Hanzelky (Kopřivnice)